# 1612
1612 (MDCXII) a fost un an bisect al calendarului gregorian, care a început într-o zi de duminică.	

## Evenimente
- 19 iulie: Bătălia de la Cornul lui Sas. Voievodul Moldovei, Ștefan Tomșa al II-lea, înfrânge oastea lui Constantin Movilă, domn al Moldovei.
- 16 octombrie: Bătălia de la Feldioara. Michael Weiss (istoric) este ucis în luptele cu armata lui Gabriel Báthory.

- În Japonia reîncepe persecutarea credinței creștine.

## Nașteri
- 28 aprilie: Odoardo Farnese, Duce de Parma (d. 1646)
- 31 mai: Margherita de Medici, Ducesă consort de Parma și Piacenza  (d. 1679)
- 27 octombrie: Magdalene Sybille de Brandenburg-Bayreuth, Electoare de Saxonia (d. 1687)

## Decese
- 12 septembrie: Țarul Vasili al IV-lea al Rusiei, 59 ani (n. 1552)